# リン酸亜鉛
リン酸亜鉛（英Zinc phosphate）は亜鉛のリン酸塩で、化学式Zn3(PO4)2で表される。無水物と四水和物とがあり、一般には四水和物が流通している。毒劇法上の劇物に指定されている。

## 用途
金属処理分野では亜鉛めっきの他、金属に塗装を施す際の塗料密着性向上や、ボルト接合部の摩擦係数を上げるため下地にリン酸亜鉛の皮膜処理を施す。他に顔料や、歯科用セメントの反応速度調整用添加剤として使用される。

## 参考資料
- リン酸亜鉛（滋賀県医務薬務課）
- 亜鉛めっき（日本鉱業協会）